# IPTC
IPTC (англ. International Press Telecommunications Council — «международный совет по прессе и телекоммуникациям», произносится «ай-пи-ти-си») — организация со штаб-квартирой в Лондоне, Англия, состоящая из крупнейших новостных агентств и поставщиков новостей, целью которой является создание и улучшение технических стандартов для обмена новостями.
В частности ими был разработан стандарт метаданных для цифровых изображений, который позволяет хранить различную содержательную информацию (в отличие от EXIF — больше нацеленного на техническую информацию).